# Ministério do Trabalho e Previdência Social
O Ministério do Trabalho e Previdência Social foi um departamento do Governo da República Portuguesa criado pela Lei n.º 494, de 16 de março de 1916, para conduzir as políticas relativas às chamadas "áreas sociais". No contexto de então, abrangia os serviços governamentais nas áreas do trabalho, da previdência social e subsistências, e os de comunicações com exclusão da viação ordinária.
A estrutura orgânica do Ministério do Trabalho e Previdência Social foi aprovada pelo Decreto n.º 2354, de abril de 1916. Após alterações orgânicas em 1917, 1918, 1919, 1922, 1924 e 1925, o Ministério do Trabalho e Previdência Social foi extinto pelo Decreto n.º 11267, de 25 de novembro de 1925, sendo os seus organismos e serviços dispersos por diversos ministérios.
Um departamento governativo especializado nesta área apenas voltaria a surgir em 1933, quando pelo Decreto n.º 22428, de 10 de abril, foi criado o lugar de Subsecretário de Estado das Corporações e Previdência Social, a funcionar integrado na Presidência do Conselho de Ministros.